# Talos – Die Mumie
Talos – Die Mumie ist ein international produzierter Horrorfilm aus dem Jahr 1998.

## Handlung
Eine von Richard Turkel angeführte Gruppe von Archäologen entdeckt in Ägypten die Mumie eines Prinzen, die sich als Quelle des Bösen entpuppt. Sir Turkel schließt gerade noch rechtzeitig den Sarkophag, bevor er stirbt.
Jahrzehnte später findet Samantha Turkel, eine Enkelin von Sir Turkel, die Mumie. Die Mumie wird in das Britische Museum gebracht. Flugs geschehen in der Stadt Ritualmorde. Nachdem ein amerikanischer Politiker getötet wird, hilft der US-Ermittler Riley bei der Suche nach dem Mörder.
Die Mumie wartet auf eine bestimmte Konstellation der Himmelskörper, die dem Prinzen die Wiedergeburt ermöglichen soll.

## Kritiken
- Dan Jardine im „Apollo Guide“: Der Streifen verschwende Möglichkeiten, die die Arbeit eines asiatisch-amerikanischen Polizisten in der fremden Londoner Umgebung bieten würde. Der Film nehme sich selbst zu ernst. Seine Spezialeffekte seien schlecht, sie würden an B-Filme der 1950er Jahre erinnern.[1]

## Auszeichnungen
Sonderpreis der Jury des Fantafestivals für die Produzenten und ein Preis für Stefano Mainetti für den Soundtrack, beide 1998.

## Sonstiges
Gedreht wurde mit einem Budget von 8 Mio. Dollar vor allem in Luxemburg, aber es gab auch einen Drehtag in London. Der fertige Film wurde im August 1998 auf dem Fantasy Filmfest vorgestellt, was auch seine Deutschlandpremiere war.
Es wurden zwei Filmfassungen produziert, deren Längen sich deutlich unterscheiden: eine für die USA, eine für Europa.
Die Sterbeszene von Christopher Lee zu Beginn des Films ist eine Hommage an die Darstellung seiner Dracula-Paraderolle aus dem Jahr 1957.